# Mispila khamvengae
Mispila khamvengae är en skalbaggsart som beskrevs av Stefan von Breuning 1963. Mispila khamvengae ingår i släktet Mispila och familjen långhorningar.
Artens utbredningsområde är Laos. Inga underarter finns listade i Catalogue of Life.